# سيمون ويلز
سيمون ويلز (بالإنجليزية: Simon Wills)‏ هو مهندس نيوزيلندي، ولد في 3 أكتوبر 1976 في أوكلاند في نيوزيلندا.

## وصلات خارجية
- سيمون ويلز على موقع DriverDB.com (الإنجليزية)